# Plötzenseemonument

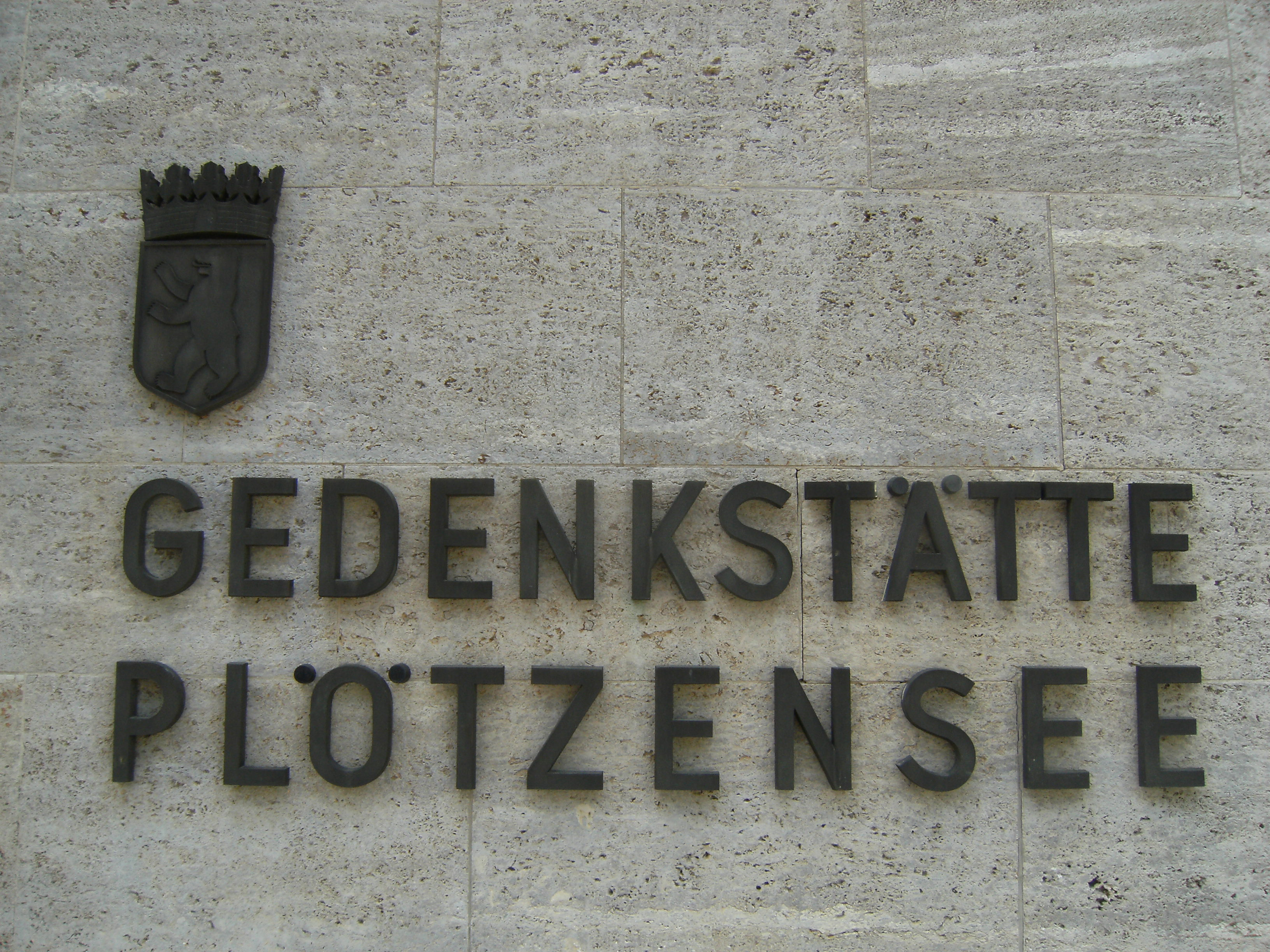
Opschrift Gedenkstätte Plötzensee

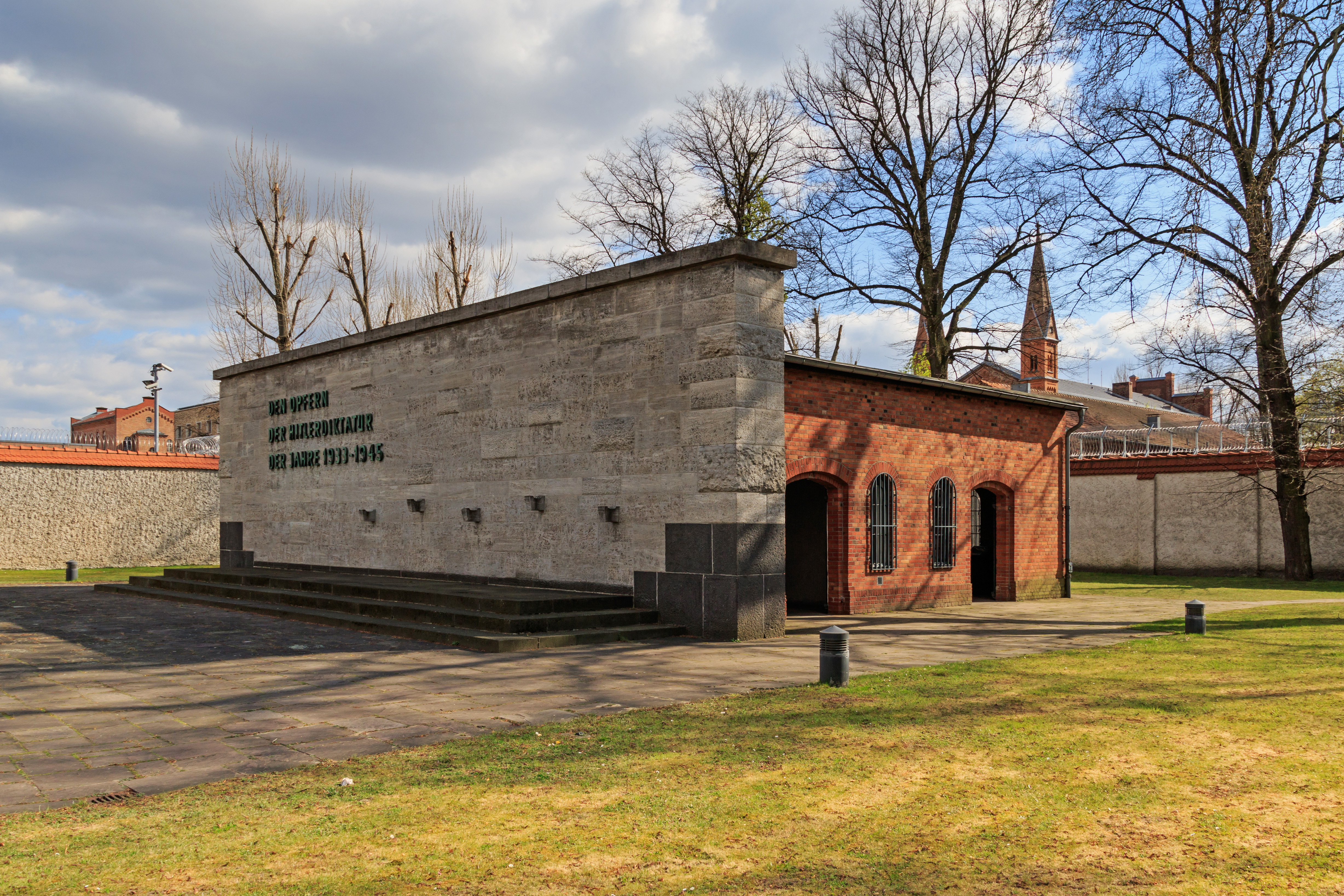
De gedenkmuur

Het Plötzenseemonument (Duits: Gedenkstätte Plötzensee) is een monument in de wijk Charlottenburg-Nord te Berlijn.
Via een smal straatje vanuit de Saatwinkler Damm komt men op de plek waar zo'n 2500 mensen werden opgehangen voor vermeende misdaden tegen het Derde Rijk. De Gedenkstätte Plötzensee is een eenvoudig monument in een bakstenen barak, waarin de ijzeren haken te zien zijn waaraan de slachtoffers werden gehangen. Claus Schenk von Stauffenberg en andere officieren die betrokken waren bij de moordaanslag op Hitler (20 juli 1944) werden geëxecuteerd in het Bendlerblock, maar de overige samenzweerders werden ter dood gebracht in de gevangenis van Plötzensee. Ook graaf Helmut James von Moltke, een van de leiders van het Duitse verzet, werd hier omgebracht. Hij zat in de organisatie van de verzetsbeweging Kreisauer Kreis.